# Petr Lichý
Petr Lichý (ur. 12 lutego 1990) – czeski lekkoatleta specjalizujący się w biegach sprinterskich.
Brązowy medalista biegu rozstawnego 4 × 400 metrów podczas halowych mistrzostw Europy z 2013. Medalista mistrzostw Czech.

## Osiągnięcia
| Rok  | Impreza                   | Miejsce  | Konkurencja             | Lokata     | Wynik   |
| ---- | ------------------------- | -------- | ----------------------- | ---------- | ------- |
| 2012 | Halowe mistrzostwa świata | Stambuł  | sztafeta 4 × 400 metrów | eliminacje | 3:09,46 |
| 2013 | Halowe mistrzostwa Europy | Göteborg | sztafeta 4 × 400 metrów | 3. miejsce | 3:07,64 |
| 2013 | Mistrzostwa świata        | Moskwa   | sztafeta 4 × 400 metrów | eliminacje | 3:04,54 |

## Rekordy życiowe
- bieg na 400 metrów – 47,16 (2012)
- bieg na 400 metrów (hala) – 47,49 (2013)